# Grandi magazzini (film 1986)
Grandi magazzini è un film commedia italiano del 1986, diretto da Castellano e Pipolo.

## Trama
All'interno dei Grandi magazzini (G.M.) si intrecciano vari personaggi e storie.
Evaristo Mazzetti è un addetto alle pulizie dei Grandi magazzini. Per fare un favore al collega De Rossi accetta di sostituirlo nelle mansioni lavorative, non sapendo che egli deve 30 milioni di lire ad uno strozzino di nome Puccio e che in realtà il ragazzo è il figlio dell'ingegner Gruber, proprietario dei G.M. Nell'arco della giornata Evaristo riceve due volte la visita dell'esattore mandato a riscuotere il debito: questi, ad ogni apparizione, gli provoca svariate fratture alle ossa. Il caso poi vuole che Helèna, moglie del dottor Umberto Anzellotti capo del personale, abbia scoperto che il giovane Gruber lavora sotto falso nome in qualità di commesso al reparto sanitari. Rivelata la cosa al marito, la donna lo induce a credere che il rampollo sia proprio Mazzetti; così tra un invito a pranzo ed un tentativo di seduzione da parte della signora, si combina un incontro col vero padre di Evaristo. L'arrivo a sorpresa dell'ingegner Gruber porta ad altri equivoci che causano il licenziamento dell'uomo. Sopraggiunge infine De Rossi, che nel frattempo ha saldato il debito di gioco, rivelando ai Mazzetti la sua vera identità e promettendo all'amico l'immediato reintegro. Evaristo però lo manda a quel paese, stravolto fisicamente e moralmente dalle vicissitudini della giornata.
Il direttore dei G.M., dispotico e concentrato sempre e solo sul lavoro, dopo aver trattato con freddezza per tutto il giorno la sua segretaria, la signorina Romano, a fine turno si ravvede invitando la donna prima a cena e poi a casa sua.
Corrado Minozzi è il capo della sorveglianza ai Grandi Magazzini. Richiamato all'ordine dal principale per negligenza, promette che non si farà più scappare un ladro, ma nel corso della giornata prima si fa fregare sotto gli occhi una bicicletta da un taccheggiatore, poi una radio, un abito femminile e per concludere si lascia gabbare da una coppia che fa incetta di carrelli. Infine sorprende la moglie e crede stia rubando un foulard. Presso l'ufficio del direttore la verità viene a galla: l'articolo era stato regalato da lui stesso alla consorte. Dopo aver appurato che la merce proveniva da una bancarella anziché dai Grandi Magazzini, la donna va su tutte le furie ed esce di scena inveendo contro il marito.
Fausto Valsecchi è un addetto alle consegne a domicilio dei Grandi magazzini. Durante la giornata, vessato dal suo responsabile, si trova coinvolto in diverse situazioni: una portiera non gli permette di usare l'ascensore per trasportare un pesante televisore ad una vedova inconsolabile, che poi vorrebbe trattenerlo a pranzo. Un alano finisce per assalirlo, dopodiché una coppia di rissosi coniugi lo coinvolge nella propria lite familiare. A fine giornata tuttavia giunge per lui il momento del riscatto: dopo aver effettuato l'ultima consegna presso la barca di un facoltoso ingegnere omosessuale, ne accetta l'offerta di prendere il posto del suo ex-compagno Mimì, vendicandosi così del becero capo spedizioniere.
Nicola Abatecola è un mendicante, con una gamba finta, che insieme alla figlia Assunta fa il suonatore ambulante autorizzato all'ingresso dei Grandi magazzini; nonostante la sua situazione, Nicola non si compiange anzi sorride alla vita, vendendo ai clienti dei G.M. quella che lui definisce una merce rara, l'allegria, riuscendo anche ad ottenere un lauto obolo dal direttore.
Marco Salviati è un attore sul viale del tramonto, alcolizzato e in difficoltà economiche. Accetta l'offerta del suo agente Simoni di girare uno spot per i Grandi magazzini per un milione di lire di paga. Durante le riprese Salviati cerca continuamente di bere alcolici di nascosto, fino ad ubriacarsi di champagne nella sala riunioni. Riportato sul set dal segretario di produzione Bonanni, fa imbestialire il regista cambiando continuamente la battuta. Per salvare la faccia all'amico, Simoni ottiene di fargli girare lo spot senza pellicola, promettendo al regista di trovare poi un sostituto gratis; Salviati stavolta recita lo spot alla perfezione, ma quando gli viene chiesto di girarne un altro per sicurezza si rifiuta, facendo poi il nobile gesto di offrire champagne alla troupe con quel che resta della paga.
Antonio Borazzi è un burino di Cantalupo in Sabina, fortunato vincitore di un buono acquisto da spendere ai G.M., per l'ammontare di 500 000 lire. Affidato alla signorina Carla Marchi per la scelta della merce, dopo aver trascorso l'intera giornata nei G.M. non riuscendo a trovare merce che gli permetta di spendere la somma precisa da lui vinta, alla fine opta per una notte con l'avvenente commessa.
Turati e Nardini sono due detenuti per truffa che appena usciti di galera cercano di mettere in atto un raggiro ai danni dei G.M., spacciando uno di loro per un robot umanoide di produzione tedesca da vendere al responsabile degli acquisti dottor Tucci. Costui però decide di far esaminare l'articolo ad un esperto in marketing per ragazzi, il figlio Carletto, che sottopone Nardini ad ogni serie di test.
Roberto, commesso dei G.M., è perdutamente innamorato di Ornella Muti, a cui scrive ogni giorno. A sorpresa proprio l'attrice compare ai G.M., per conoscerlo e per convincerlo che la donna adatta a lui è la sua ex fidanzata Luisa. Poco dopo Roberto si accorge di aver sognato, ma decide di seguire comunque il consiglio della Muti e torna con Luisa, che casualmente è identica alla nota attrice.
Una cliente molto miope perde le lenti a contatto e si smarrisce nei G.M.; dopo mille peripezie alla fine crede di avercela fatta a tornare a casa, ma in realtà la camera da letto in cui si trova è all'interno del reparto arredamento.
Inoltre sono presenti altre storie e sketch vari. Un commesso guardone paga un addetto alle caldaie per poter vedere sotto la gonna delle clienti che entrano in negozio attraverso una grata, facendo anche alzare loro la gonna come quanto visto nella scena di Marilyn Monroe del film Quando la moglie è in vacanza e nel film La signora in rosso. Un commesso addetto alla vestitura dei manichini scambia una donna in carne ed ossa per un manichino lasciandola a petto nudo. Una commessa del reparto di cosmetici prova dei rossetti sulla propria mano per mostrarli a una cliente, che se ne va senza comprare nulla. Alla fine si scopre che la commessa ha testato i rossetti su una mano artificiale.
Un cliente prova un'auto giapponese a comandi vocali e finisce per mandarla in malora perché parla troppo: l'auto gli risponde a tono. Una cliente intervistata per la pubblicità del detersivo Push si lamenta perché la camicetta bianca prima di essere lavata era blu. Un cliente pieno di punture sul viso chiede un insetticida contro le vespe e un commesso gliene mostra uno che fa crollare al suolo uno scooter omonimo. Un cliente di colore chiede alla reception dov'è la "fiera del bianco" (i saldi post-natalizi sulla biancheria, grande classico del periodo che va dall'inizio degli anni 80 alla metà degli anni 90).
Una signora prende una confezione di profilattici dicendo che così il fidanzato di sua figlia potrà darle la prova d'amore. La figlia, non di bell'aspetto, si gira e dice alla madre di non avere un fidanzato.
Compare anche una parodia dello spot del Tartufone Motta, molto trasmesso in quegli anni, stavolta usando il pregiato vegetale; una commessa testa il funzionamento di alcuni prodotti, tra i quali un fon e un vibratore. Un cliente vuole comprare un giaccone di montone rovesciato e il commesso gli presenta una pecora viva. Inoltre, altri clienti chiedono vestiti simili e il commesso mostra a tutti la stessa pecora. Quando un cliente chiede una pecora, lui risponde di non averne più.

## Produzione
Il film, basato sul modello di Grand Hotel Excelsior, pure diretto da Castellano e Pipolo, e amplificato con dodici attori nei ruoli principali, inizialmente doveva essere diretto da Neri Parenti, che passò invece per motivi contrattuali alla regia dell'altrettanto fortunato Scuola di ladri, così venne richiamato il duo. Il nome di Corrado Minozzi, un personaggio di quest'ultimo film, venne assegnato anche a quello dell'addetto alla sorveglianza interpretato da Massimo Boldi. Man mano che le riprese andavano avanti, il produttore Vittorio Cecchi Gori inseriva nuovi interpreti, facendo aumentare sempre più la durata della pellicola e costringendo poi i due registi a diversi tagli per la versione cinematografica, successivamente reinseriti nella versione televisiva.
Il ruolo dell'attore in declino inizialmente era stato proposto ad Alberto Sordi, ma l'attore rifiutò la parte, che fu poi così affidata a Nino Manfredi, il quale avrebbe comunque fatto in ogni caso parte del cast del film. Quando il personaggio dell'agente cerca di convincerlo a recitare nello spot pubblicitario, cita alcuni grandi attori che hanno fatto spot tra cui lo stesso Manfredi, che nella realtà è stato per anni testimonial della Lavazza. Al termine, quest'ultimo riprende una battuta ("Non è ver che sia la morte il peggior di tutti i mali, le acque oligominerali sono un male assai peggior!") già recitata da Paolo Panelli al convegno dei medici nel secondo episodio del film Questo e quello del 1983. Panelli aveva già interpretato il ruolo del padre di Montesano ne Il conte Tacchia (1982) e Sing Sing (1983), dove era rispettivamente un falegname e un meccanico, mentre qui è un rilegatore di libri. Il ruolo della bella cliente miope in origine era stato pensato per Eleonora Giorgi, ma l'attrice non volle partecipare al film e quindi la sua parte venne affidata alla showgirl televisiva Heather Parisi, qui al suo unico film italiano interpretato.
Il personaggio interpretato da Christian De Sica all'inizio fu pensato dai registi come un meticoloso ragioniere: successivamente fu modificato in un coatto per renderlo più nelle corde dell'attore romano, mantenendo però come caratteristica la pignoleria nel cercare di spendere in maniera precisa il buono da 500.000 lire.
Anche i personaggi di Paolo Villaggio e Gigi Reder subirono una leggera variazione in corso d'opera: infatti all'origine dovevano essere due taccheggiatori che tentavano di rubare all'interno dei Grandi magazzini, ma Villaggio, rimasto colpito da David Zed (l'uomo robot più volte presente a Pronto, Raffaella?), propose ai registi di farli diventare due truffatori e d'interpretare lui stesso il robot che i due cercano di rifilare al direttore marketing Ugo Bologna. I movimenti del comico genovese furono curati dallo stesso Zed, il quale è accreditato nei titoli di coda.
L'idea di interpretare la parte dell'invalido venditore ambulante all'uscita dei Grandi magazzini fu un suggerimento dello stesso Lino Banfi ai produttori, tanto è vero che tale ispirazione gli fu attribuita dopo aver realmente assistito a un intrattenimento di veri mendicanti all'uscita de La Rinascente di Milano. Michele Placido e Simonetta Stefanelli, che interpretano rispettivamente il direttore dei Grandi Magazzini e la sua segretaria, all'epoca erano marito e moglie. La marca di detersivo Push è la stessa presente nella scena del set pubblicitario de Il ragazzo di campagna. L'alano che compare era presente in molti film di Renato Pozzetto.
La sigla di coda del film è stata girata a pezzi, con ognuno dei dodici attori che cantava la sua parte davanti ad un pannello grigio e poi montata insieme.

## Luoghi di ripresa
Il film è stato girato presso:
- la zona EUR a Roma
- i grandi magazzini Okay di Viterbo, in via Luigi Rossi Danielli
- l'Euromercato (oggi Carrefour) di Paderno Dugnano (MI)
- l'Hotel Colleoni (oggi Hotel Mercure) e nel Centro Direzionale Colleoni ad Agrate Brianza (MB)
- il centro residenziale Castel De Ceveri a Formello (RM)
- il Carcere Minorile San Michele a Roma
- il porto dov'è ormeggiato lo Yacht Mimì, della scena finale dell'episodio con Pozzetto, è invece in Toscana: si tratta del molo Est della Marina di Cala Galera all'Argentario.
- Villa Fiorio a Grottaferrata (RM), in particolare nella villa è stata girata la scena del pranzo al ristorante tra Montesano, Haber e la Antonelli.

## Montaggio e versioni
Del film esistono due diverse versioni. Quella uscita al cinema, della durata di 1 ora e 50 minuti, e quella montata per la televisione che dura 2 ore e 26 minuti (trasmessa per la prima volta da Canale 5 il 14 e 15 ottobre 1988 in 2 serate) e di seguito riproposta più volte.
La versione pubblicata in DVD e VHS e messa a disposizione delle piattaforme streaming è quella cinematografica, di 1 ora e 50 minuti. Tuttavia sono stati messi in commercio due cofanetti contenenti il DVD della versione televisiva, oltre alla versione Cinema, quest'ultima in DVD in un cofanetto e in Blu-ray nell'altro.

## Citazioni di altre opere
- Rocky IV (film citato da Corrado Minozzi tramite la celebre frase "Io ti spiezzo in due")
- Il pranzo è servito (citato nella scena in cui Fausto Valsecchi consegna a domicilio un televisore ad una cliente rimasta vedova, Antonella Steni)
- E mi pareva strano, canzone di Franco e Ciccio, del 1980, quando c'era la sigla finale di Drim sulla Rete 2.
- Uh, mammà!, canzone di Mimmo Cavallo, del 1981, durante la trasmissione Foto Finish sulla Rete 1.
- La sigla del varietà Foto Finish dei primi anni '80 sulla Rete 1.
- Il concerto di Franco Battiato, dei primi anni '80, sulla Rete 3.
- White Camel, canzone di Guido Morgavi, del 1985, al quiz Zig Zag su Canale 5.
- Lo shampoo, canzone di Giorgio Gaber, degli anni '70.
- L'uccellino della radio Rai (fischiettato da Vincenzo De Toma).